# Pistolet Bergmann Simplex
Bergmann Simplex – pistolet samopowtarzalny skonstruowany w niemieckiej firmie Theodore Bergmanna przez Louisa Schmeissera.
Pistolet ten został opatentowany w 1901 roku. Była to broń przeznaczona do samoobrony, o niewielkich wymiarach. Początkowo produkowany w Austrii, od 1904 roku w Belgii. Pistolety wyprodukowane w Austrii mają lufy i komory zamkowe wykonane z jednego kawałka stali, pistolety belgijskie mają lufy wkręcane w komorę zamkową.
Pomimo strzelania nietypowym, nie używanym w żadnym innym typie broni nabojem pistolet Bergmann Simplex dobrze się sprzedawał. Produkcja tego pistoletu została przerwana po niemieckiej agresji na Belgię w 1914 roku.

## Opis
Bergmann Simplex był bronią samopowtarzalną, działającą na zasadzie odrzutu zamka swobodnego. Mechanizm uderzeniowy kurkowy, bez samonapinania.
Bergmann Simplex był zasilany z wymiennego magazynka pudełkowego o pojemności 6 lub 8 naboi. Magazynek znajdował się przed spustem.
Lufa gwintowana, posiadała sześć bruzd prawoskrętnych.
Przyrządy celownicze mechaniczne, stałe (muszka i szczerbinka).